# Lucy Punch
Pour les articles homonymes, voir Punch.
Lucy Punch, née le 30 décembre 1977 dans le quartier londonien d'Hammersmith, est une actrice britannique.
Après une succession de petits rôles, que ce soit au cinéma ou à la télévision, elle est finalement révélée par le réalisateur Woody Allen qui la dirige dans Vous allez rencontrer un bel et sombre inconnu, en 2010.
Dès lors, elle enchaîne les apparitions dans des longs métrages plus exposés aux côtés d'acteurs de renoms comme dans The Dinner, Bad Teacher, Les Derniers Affranchis, Into the Woods, Cake et Ma mère et moi.
Côté télévision, elle incarne notamment le personnage d'Esmé Gigi Geniveve d'Eschemizerre Squalor dans la série télévisée d'aventures Les Désastreuses Aventures des orphelins Baudelaire.

## Biographie

### Jeunesse et formation
Elle démontre un intérêt pour le milieu du divertissement, dès son plus jeune âge, en particulier pour la comédie.
Elle s'inscrit alors à la prestigieuse National Youth Theatre, en 1993 et y étudie jusqu'en 1997.
Après un passage au sein de l'University College de Londres pour étudier l'histoire, elle décide finalement de se consacrer à sa carrière d'actrice et abandonne alors ses études.
Elle se présente à plusieurs auditions et décroche son premier rôle, à la télévision, pour la série télévisée Les Nouvelles Aventures de Robin des Bois.

### Carrière

#### Débuts et seconds rôles (1999-2000)
Son premier rôle important est en 1999, pour la série télévisée comique Let Them Eat Cake dans laquelle elle joue la fille d'Alison Steadman. Punch reconnaît que cette expérience aux côtés d'acteurs comme Jennifer Saunders et Dawn French lui a beaucoup appris.

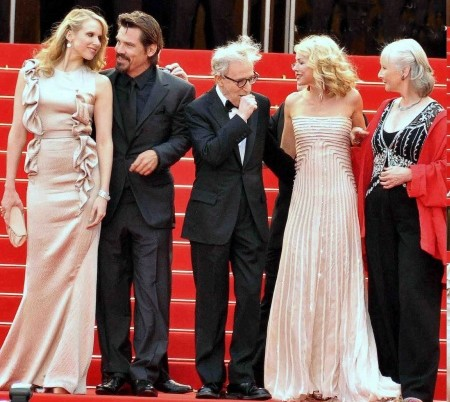
Une partie du casting de Vous allez rencontrer un bel et sombre inconnu, au Festival de Cannes 2010.

Elle déménage ensuite à Los Angeles et perce progressivement au cinéma (Adorable Julia (2004), Hot Fuzz (2007), St Trinian's : Pensionnat pour jeunes filles rebelles (2007)), tout en continuant d'obtenir quelques rôles à la télévision, notamment sa participation à la série La Classe qui l'aide à se faire connaître, ainsi qu'un rôle remarqué dans la comédie indépendante Are You Ready for Love? qui lui vaut le titre de meilleure actrice lors du Festival international du film de Monaco ainsi que le prix Shooting Stars de la Berlinale.

#### Révélation et progression (années 2010)
Et c'est finalement à Woody Allen que Lucy Punch doit sa reconnaissance.
En effet, alors que Nicole Kidman est contrainte de se retirer de la comédie dramatique Vous allez rencontrer un bel et sombre inconnu, en raison d'un planning chargé, ce dernier la découvre et lui propose alors de récupérer le rôle de Charmaine, la call-girl actrice et nouvelle femme du personnage incarné par Anthony Hopkins. Cette quatrième production londonienne de Woody Allen est présentée hors compétition en sélection officielle au Festival de Cannes 2010.

Elle enchaîne alors les projets plus exposés aux côtés d'acteurs réputés : En fin d'année 2010, elle donne la réplique à Steve Carell pour la comédie The Dinner, l'année d'après, elle  participe à la comédie dramatique A Little Bit of Heaven avec Kate Hudson, elle rejoint Topher Grace et Anna Faris pour Une soirée d'enfer, garde un pied dans l'indépendant pour la romance A Good Old Fashioned Orgy avec Jason Sudeikis avant de connaître un grand succès lorsqu'elle s'oppose aux méthodes d'enseignements controversées de Cameron Diaz pour Bad Teacher. 

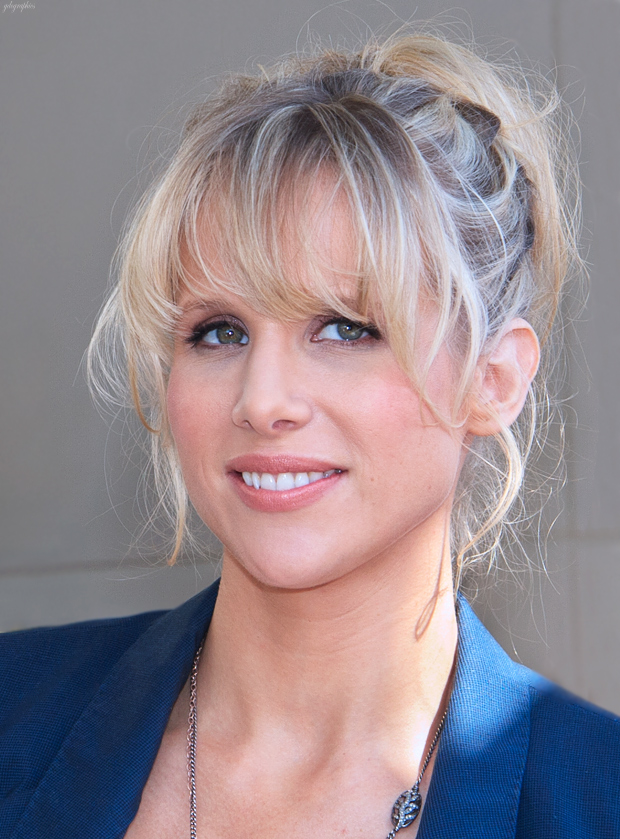
Au Festival international du film de Toronto 2010.

En 2012, elle porte la comédie britannique Un mariage inoubliable de Nigel Cole, elle seconde les grands Al Pacino et Christopher Walken dans Les Derniers Affranchis, accompagne Sienna Miller dans son essai dramatique Yellow avant de rejoindre la comédie potache canadienne Cottage Country avec Malin Åkerman et Tyler Labine.
Entre 2012 et 2013, elle fait partie de la distribution principale de la sitcom comique Ben and Kate aux côtés de Dakota Johnson et Nat Faxon. Ce rôle lui vaut une citation au titre de meilleure actrice dans une série télévisée comique.
En 2014, elle continue dans la comédie pour Someone Marry Barry retrouvant Tyler Labine, elle rejoint la large distribution de Broadway Therapy et aide Jennifer Aniston dans son drame salué Cake. La même année, elle connait un grand succès avec la comédie musicale Into the Woods dans laquelle elle donne la réplique à Meryl Streep, Christine Baranski, Chris Pine et beaucoup d'autres.
En 2015, elle seconde les actrices Susan Sarandon et Rose Byrne pour la comédie dramatique Ma mère et moi.
L'année d'après, elle s'invite sur le plateau de New Girl, le temps de deux épisodes. Toujours en 2016, elle intègre le casting principal de la série comique Motherland. Produite par la BBC, celle-ci comprend un épisode pilote, suivi de trois saisons et de deux épisodes spécial Noël. Également portée, entre autres, par Anna Maxwell Martin et Diane Morgan, la série est toujours en production en 2023.
En 2018, la comédienne rejoint la série d'aventures Les Désastreuses Aventures des orphelins Baudelaire, une adaptation de la série littéraire du même nom de Lemony Snicket, pseudonyme de Daniel Handler. Partageant la majorité de ses scènes avec Neil Patrick Harris, elle y incarne le personnage d'Esmé Gigi Geniveve d'Eschemizerre Squalor.

#### Confirmation en seconds rôles (années 2020)
En 2021, Lucy Punch est au générique du film Silent Night, une comédie noire apocalyptique avec aussi Keira Knightley, Matthew Goode, Annabelle Wallis, Lily-Rose Depp et Sope Dirisu. Elle joue également dans un épisode de la série américaine Gossip Girl (Nouvelle génération). Elle tient aussi un second rôle dans la comedie romantique Book of Love dont Sam Claflin et Verónica Echegui sont les interprètes principaux.
En 2022, un nouveau second rôle lui est confié pour la comédie policière Avoue, Fletch aux côtés de Jon Hamm.

## Filmographie

### Cinéma

#### Courts métrages
- 2001 : It's Not You, It's Me de Clara Glynn : Rose
- 2006 : Stingray de Neil Chordia : Lucy
- 2007 : Don't d'Egar Wright : Blonde
- 2009 : Big Breaks de David Krumholtz : Alexis
- 2012 : The Procession de Robert Festinger : rôle non communiqué
- 2013 : The Goldfish de Mathieu Young : The Goldfish (voix)

#### Longs métrages
- 2000 : Jardinage à l'anglaise (Greenfingers) de Joel Hershman : Holly
- 2004 : Ella au pays enchanté de Tommy O'Haver : Hattie
- 2004 : Adorable Julia (Being Julia) d'István Szabó : Avice Crichton
- 2004 : Moi, Peter Sellers de Stephen Hopkins : Hôtesse de l'air principale
- 2005 : Festival d'Annie Griffin : Nicki Romanwoski
- 2006 : Are You Ready for Love? d'Helen Grace : Melanie
- 2007 : St Trinian's : Pensionnat pour jeunes filles rebelles d'Oliver Parker et Barnaby Thompson : Verity Thwaites
- 2007 : Hot Fuzz d'Edgar Wright : Eve Draper
- 2009 : (Untitled) de Jonathan Parker : La clarinette
- 2010 : Elektra Luxx de Sebastian Gutierrez : Dolores
- 2010 : Vous allez rencontrer un bel et sombre inconnu (You Will Meet a Tall Dark Stranger) de Woody Allen : Charmaine
- 2010 : The Dinner (Dinner for Schumcks) de Jay Roach : Darla
- 2011 : Bad Teacher de Jake Kasdan : Amy Squirrel
- 2011 : Une soirée d'enfer (Take Me Home Tonight) de Michael Dowse : Shelly
- 2011 : Pour un instant de bonheur (A Little Bit of Heaven) de Nicole Kassell : Sarah Walker
- 2011 : A Good Old Fashioned Orgy d'Alex Gregory et Peter Huyck : Kate
- 2012 : The Giant Mechanical Man de Lee Kirk : Pauline
- 2012 : Un mariage inoubliable de Nigel Cole : Saskia
- 2012 : Yellow de Nick Cassavetes : Amanda
- 2013 : Les Derniers Affranchis de Fisher Stevens : Wendy
- 2013 : Cottage Country de Peter Wellington : Masha
- 2014 : Someone Marry Barry de Rob Pearlstein : Melanie Miller
- 2015 : Into the Woods, Promenons-nous dans les bois (Into The Woods) de Rob Marshall : Lucinda
- 2015 : Cake de Daniel Barnz : Infirmière Gayle
- 2015 : Broadway Therapy de Peter Bogdanovich : Kandi
- 2015 : Ma mère et moi de Lorene Scafaria : Emily
- 2017 : The Female Brain de Whitney Cummings : Lexi
- 2017 : You, Me and Him de Daisy Aitkens : Olivia
- 2019 : Comment je suis devenue une jeune femme influente (How to Build a Girl) de Coky Giedroyc
- 2021 : Joyeuse Fin du monde (Silent Night) de Camille Griffin : Bella
- 2021 : Book Of Love de Analeine Cal y Mayor : Jen Spencer
- 2022 : Avoue, Fletch (Confess, Fletch) de Greg Mottola : Tatiana

### Télévision

#### Téléfilms
- 2000 : Cendrillon Rhapsodie de Beeban Kidron : Regan
- 2001 : Goodbye, Mr Steadman de Sandy Johnson : Linda Mortimer
- 2002 : Quand Jack rencontre Amy de Graham Theakston : Amy
- 2003 : La cible oubliée de Ben Bolt : La femme à la location de voiture
- 2007 : Ladies and Gentleman de Becky Martin : Alice
- 2008 : 1% d'Alan Taylor : Candace

#### Séries télévisées
- 1998 : Les nouvelles aventures de Robin des Bois : Reine Stephanie (1 épisode)
- 1999 : Renford Rejects : Sue White (3 épisodes)
- 1999 : Days Like This : Helen Foreman (2 épisodes)
- 1999 : Let Them Eat Cake : Eveline (4 épisodes)
- 1999 - 2001 : Big Bad World : Melissa (4 épisodes)
- 2000 : Le 10e Royaume (The 10th Kingdom) : Sally Peep, une jeune bergère (4 épisodes)
- 2001 : People Like Us : Kate (1 épisode)
- 2001 : Inspecteur Barnaby : Melissa Townsend (1 épisode)
- 2002 : I Saw You : Esther (1 épisode)
- 2002 : Dinotopia : Shayna (1 épisode)
- 2004 : Ma tribu (My Family) : Sarah (1 épisode)
- 2004 : Doc Martin : Elaine Denham (6 épisodes)
- 2005 : Survivor : Juliet Savage (1 épisode)
- 2005 : Hercule Poirot : Susannah Henderson (1 épisode)
- 2006 - 2007 : La Classe (The Class) : Holly Ellenbogen (rôle récurrent - 13 épisodes)
- 2007 : The Sarah Silverman Program : Sally (1 épisode)
- 2007 : The Omid Djalili Show : Miss Fanny Dashett (1 épisode)
- 2007 : Two Families : Irene (pilote non retenu[6])
- 2008 : Fairy Tales : Fenola Gay (1 épisode)
- 2008 : Wainy Days : Angel (1 épisode)
- 2010 : Vexed : DI Kate Bishop (3 épisodes)
- 2012 : Playhouse Presents : Venitia (1 épisode)
- 2012 - 2013 : Ben and Kate : BJ (rôle principal - 16 épisodes)
- 2013 : Hello Ladies : La mère  (1 épisode)
- 2014 : Kroll Show : Violet  (1 épisode)
- 2014 : Robot Chicken : Daenerys Targaryen (voix, 1 épisode)
- 2016 : New Girl : Geneviève (2 épisodes)
- 2016 - 2017 : Motherland : Amanda (rôle principal - 7 épisodes)
- 2018 - 2019 : Les Désastreuses Aventures des orphelins Baudelaire : Esmé Salomon d'Eschemizerre (rôle principal - 14 épisodes)
- 2021 : Gossip Girl : Saskia Bates (1 épisode)

## Théâtre
Sauf indication contraire ou complémentaire, les informations mentionnées dans cette section proviennent de la base de données IMDb.
- 2000 - 2001 : The Graduate (remplace l'actrice Kelly Reilly)
- 2001 : Boy Gets Girl
- 2002 : A Carpet, A Pony and A Monkey

## Distinctions
Sauf indication contraire ou complémentaire, les informations mentionnées dans cette section proviennent de la base de données IMDb.

### Récompenses
- Berlinale 2006 : Shooting Star
- Festival International du film de Monaco 2006 : Meilleure actrice pour Are You Ready for Love?
- 18e cérémonie des Satellite Awards 2014 : meilleure distribution pour Into the Woods

### Nominations
- Alliance of Women Film Journalists 2011 : Différence d'âge la plus importante entre le premier rôle masculin et son intérêt amoureux pour You Will Meet a Tall Dark Stranger, nomination partagée avec Anthony Hopkins
- Women's Image Network Awards 2013 : meilleure actrice dans une série télévisée comique pour Ben and Kate
- Detroit Film Critics Society 2014 : meilleure distribution pour Into the Woods
- Phoenix Film Critics Society 2014 : meilleure distribution pour Into the Woods
- Washington DC Area Film Critics Association 2014 : meilleure distribution pour Into the Woods
- Gold Derby Awards 2015 : meilleure distribution pour Into the Woods